# Antonio Favaro
Pour les articles homonymes, voir Favaro.
Antonio Favaro (né à Padoue, le 21 mai 1847 et mort dans la même ville le 30 septembre 1922) est un historien des sciences italien.

## Biographie
Fils du Comte Giuseppe di Favaro Veneto docteur es mathématiques, et de Caterina Turri Visconti, Antonio Favaro a vu le jour dans une famille noble de Polesine. Son père est issue de la branche cadette du duché de Favaro Veneto. Sa mère est issue des Ducs de Milan. Elle est liée à la couronne d’Espagne, à la maison royale d’Autriche.  Formé à l'université de Padoue, il en sort Lauréat en 1866. Après avoir obtenu son diplôme d'ingénieur à Turin en 1869, il est appelé l'année suivante à Padoue par Domenico Turazza qui en fait son assistant à l'université. Nommé professeur en 1872, il enseigne dans les dix ans qui suivent l'analyse (mathématique), la géométrie projective et l'histoire des mathématiques. Il épouse Giuseppina Turazza, la fille de son protecteur, et celle-ci lui donne deux filles et un garçon, Giuseppe (anatomiste), Maria et Lena. 
Membre de l'institut des sciences, des lettres et des arts de Venise, puis de l'Académie des Lyncéens, il se consacre entre 1890 et 1909 à l'édition des œuvres complètes et de la correspondance de Galileo Galilei. À cette occasion, il est un des premiers historiens des sciences à saisir l'importance des travaux de Marino Ghetaldi. 

## L'œuvre

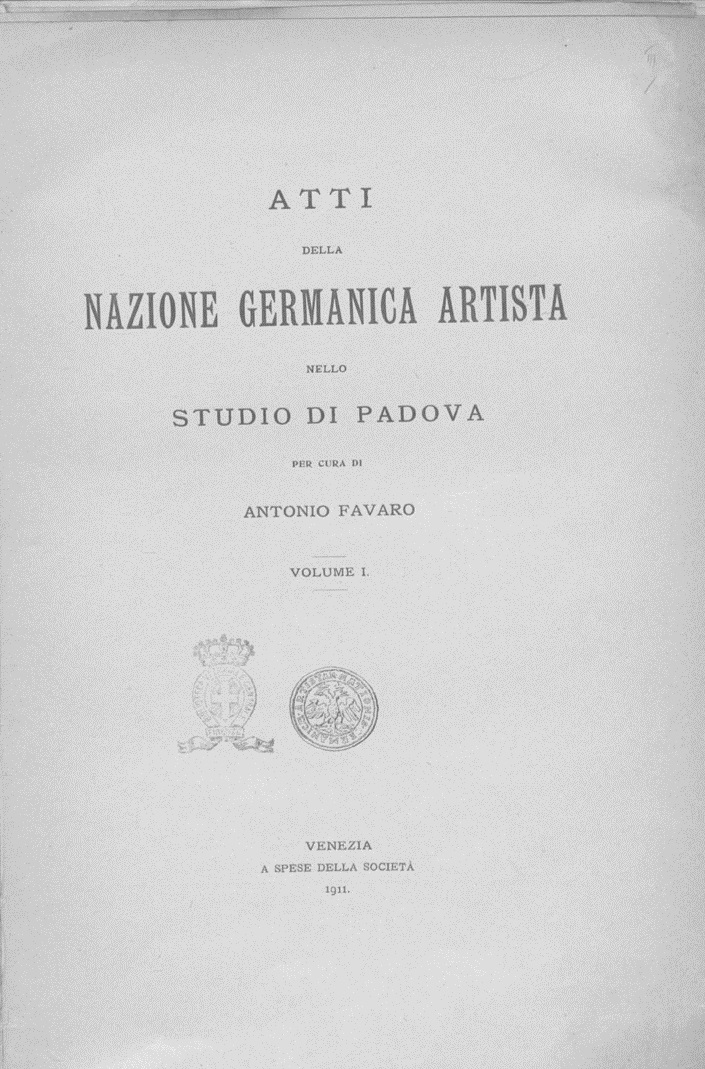
Atti della nazione Germanica artista, nello Studio di Padova, 1911

Partageant le positivisme de  son temps, Antonio Favaro se montre généralement d'une grande rigueur dans son travail et manifeste un grand respect des documents originaux. Il se consacre principalement à l'aspect biographique des personnages historiques ainsi qu'à l'étude des institutions académiques, s'occupant rarement de l'histoire des idées, de leur reconstruction ou de leur interprétation. Néanmoins son œuvre demeure incontournable pour la compréhension de l'époque, des travaux de Galilée, et de l'histoire des sciences du XVIIe siècle italien.
Le travail historique d'Antonio Favaro se fit sous la direction initiale de Baldassare Boncompagni, le fondateur du Bullettino di bibliografia e di storia delle scienze matematiche e fisiche. En 1887 le ministère italien de l'instruction le soutint dans sa volonté d'établir une traduction actualisée de l'œuvre de Galilée. Il y parvint avec la collaboration d'Isidoro Del Lungo et d'Umberto Marchesini et un premier volume sortit des presses en 1890. Toutefois, il lui fallut près de 20 ans pour imprimer de la façon la plus complète et la plus fidèle possible tous les écrits de Galilée, présentés par ordre chronologique et d'y inclure les écrits de ses correspondants et contradicteurs. Ayant la possibilité de consulter à cette occasion les archives du Vatican, Favaro fit connaître par ce biais les documents marquants du procès instruit contre Galilée par l'inquisition.
Cette œuvre d'une diffusion limitée fut suivie d'autres publications sur le sujet : une: Bibliographie galiléenne (1568-1895) sortie en  1896, en collaboration avec Alarico Carli, ainsi qu'un livre consacré aux Amis et correspondants de Galilée (entre 1894 et 1919) puis aux Opposants de Galilée (entre 1892 et 1921),  et à ses adversaires (de 1916 à 1923). Néanmoins, sa biographie de Galilée ne vit jamais le jour que sous forme d'extraits en 1910. À cette époque, Favaro concentra ses efforts sur l'œuvre de Leonardo da Vinci. En 1918, il entra dans la commission chargée de la publication des œuvres de Léonard et en prit soin en 1923 avec Enrico Carusi, publiant en 1922 sa dernière œuvre personnelle à l'occasion des 700 ans de l'université de Padoue.